# بلرتو
بلرتو، روستایی از توابع بخش سامن شهرستان ملایر در استان همدان ایران است.
این روستا در چند سال اخیر دچار خشکسالی شدید شده است و یکی از دلایل بسیار مهم آن رودخانه ای است که از کنار روستا عبور میکند اما متاسفانه این رود پر آب به دلیل عدم مدیریت صحیح خشک شده است
کشت اغلب روستا جو؛گندم؛یونجه و شبدر میباشد همچنین وجود باغ های انگور در این روستا و کشت هندوانه دیمی در فصل تابستان به چشم میخورد 
این روستا در نزدیکی تپه نوشیجان آتشکده قدیمی عهد باستان میاشد که نشان از وجود تمدنی کهن در آن منطقه است
این روستا مابین ملایر و نهاوند قرار دارد

## جمعیت
این روستا در دهستان حرم رودسفلی قرار دارد و براساس سرشماری مرکز آمار ایران در سال ۱۴۰۱، جمعیت آن ۴۵۰نفر (۱۱۳خانوار) بوده‌است.